# John J. Becker
John J. Becker (* 22. Januar 1886 in Henderson, Kentucky; † 21. Januar 1961 in Wilmette, Illinois) war ein US-amerikanischer Komponist.

## Leben
John Joseph Becker studierte am Cincinnati Conservatory und am Wisconsin Conservatory bei Wilhelm Middelschulte und Alexander von Fielitz und wirkte als Lehrer und Chorleiter. Er zählte zu den American Five, einer Gruppe avantgardistischer Komponisten, der außer ihm Charles Ives, Charles Ruggles, Henry Dixon Cowell und Wallingford Riegger zugerechnet werden.
Seine Werke waren häufig atonal oder polytonal und von Dissonanzen geprägt. Er komponierte drei Opern, zwei Chormessen und eine Passion, Sinfonien, Instrumentalkonzerte und kammermusikalische Werke. Besonders bekannt wurden seine Symphonia brevis von 1929 und The Abongo – A Primitive Dance von 1933.